# جیکوب گراتون
جیکوب گراتون (انگلیسی: Jacob Gratton؛ زادهٔ ۵ ژانویهٔ ۲۰۰۲) بازیکن فوتبال است.